# Sounder
Sounder – amerykański film fabularny z 1972 roku w reżyserii Martina Ritta.

## Fabuła
Morganowie są ubogą, połączoną silnymi więziami czarną rodziną, żyjąca w latach trzydziestych XX wieku w Luizjanie. Rodzina ta zmierza się z kryzysem, gdy ojciec zostaje skazany za drobne przestępstwo na roczny pobyt w obozie pracy. Jakiś czas później, żona skazanego, wysyła najstarszego 11-letniego syna w długą podróż na spotkanie z tatą. Podczas tej samotnej wędrówki, chłopiec spotyka czarnoskórą nauczycielkę, niezwykle oddaną swojej pracy. Zejście się tych dwóch osób przyniesie zaskakujący wpływ na życie chłopca.

## Obsada
- Kevin Hooks jako David Lee Morgan
- Myrl Sharkey jako pani Clay
- Cicely Tyson jako Rebecca Morgan
- Paul Winfield jako Nathan Lee Morgan
- Carmen Mathews jako pani Boatwright
- Janet MacLachlan jako Camille
- Spencer Bradford – Clarence
- Jerry Leggio jako strażnik
- Rev. Thomas N. Phillips jako pastor
- William T. Bennett jako sędzia
- Taj Mahal jako Ike
- James Best jako szeryf Young
- Eric Hooks jako Earl Morgan
- Yvonne Jarrell – Josie Mae Morgan
- Sylvia Kuumba Williams jako Harriet
- Teddy Airhart jako pan Perkins
- Inez Durham – urzędnik biurowy

## Nagrody i nominacje[2]
Oscary 1973:
Nominacje w kategoriach:
- Najlepszy film

- Najlepszy aktor pierwszoplanowy dla Paula Witfielda

- Najlepsza aktorka pierwszoplanowa dla Cicely Tyson

- Najlepszy scenariusz adaptowany

Złote Globy 1973:
Nominacje w kategoriach:
- Najlepsza aktorka w dramacie dla Cicely Tyson

- Najbardziej obiecujący nowy aktor dla Kevina Hooksa

BAFTA 1973:
Nominacja w kategorii Najlepszy scenariusz adaptowany dramatu
Nagroda Grammy (1974):
Nominacja w kategorii Najlepszy album ze ścieżką dźwiękową napisaną dla filmu kinowego dla Taja Mahala
Amerykańska Gildia Scenarzystów (1973):
Nominacja w kategorii: Najlepsze osiągnięcie reżyserskie w filmie fabularnym dla Martina Ritta
Amerykańskie Stowarzyszenie Krytyków Filmowych (1973):
Wygrana w kategorii: Najlepsza aktorka dla Cicely Tyson
Amerykański Instytut Filmowy:
61 miejsce na Liście 100 najbardziej inspirujących filmów wszech czasów